# A Public Affair (canción)
«A Public Affair» —en español: «Una Relación Publica»— es una canción de la artista estadounidense Jessica Simpson que figura en su quinto álbum de estudio, A Public Affair. Se lanzó el 29 de junio de 2006 a través de Epic Records como el sencillo principal de dicho álbum y fue compuesto por Jessica, Johntá Austin, Greg Kurstin, Sam Watters, Louis Biancaniello, Lester Mendez, Nickolas Ashford, Valerie Simpson. «A Public Affair» se grabó en Los Ángeles, California, en febrero de 2006, cuando está se encontraba en el proceso de divorcio. En cuanto a su música, «A Public Affair» es una canción animada de dance-pop con influencias de música nu-disco a su vez también se exhiben elementos de pop rock y del pop, producida por Lester Mendez.
«A Public Affair» se convirtió en el undécimo y en el séptimo sencillo de Simpson en los Estados Unidos y el Reino Unido, respectivamente. El tema recibió reseñas mixtas de los críticos, con muchos críticas por su similitud con «Holiday» de Madonna. La canción llegó al puesto N 14 del Billboard Hot 100 y fue su sexto éxito en llegar al top 20 y su quinto sencillo en llegar a una posición tan alta en ese entonces. También alcanzó posicionarse en el top 10 las listas en Canadá y alcanzó el top 20 en diez países. Su video promocional se estrenó el 19 de julio de 2006, fue dirigido por Brett Ratner. El video presenta apariciones de Christina Applegate, Christina Milian, Eva Longoria Parker, Maria Menounos, Andy Dick y Ryan Seacrest. «A Public Affair», fue prenominado para el Grammy 2007 en la categoría de Mejor Interpretación Vocal Pop Femenina, pero no fue uno de los finalistas, dejando Simpson todavía sin una nominación al Grammy o ganarlo.

## Antecedentes

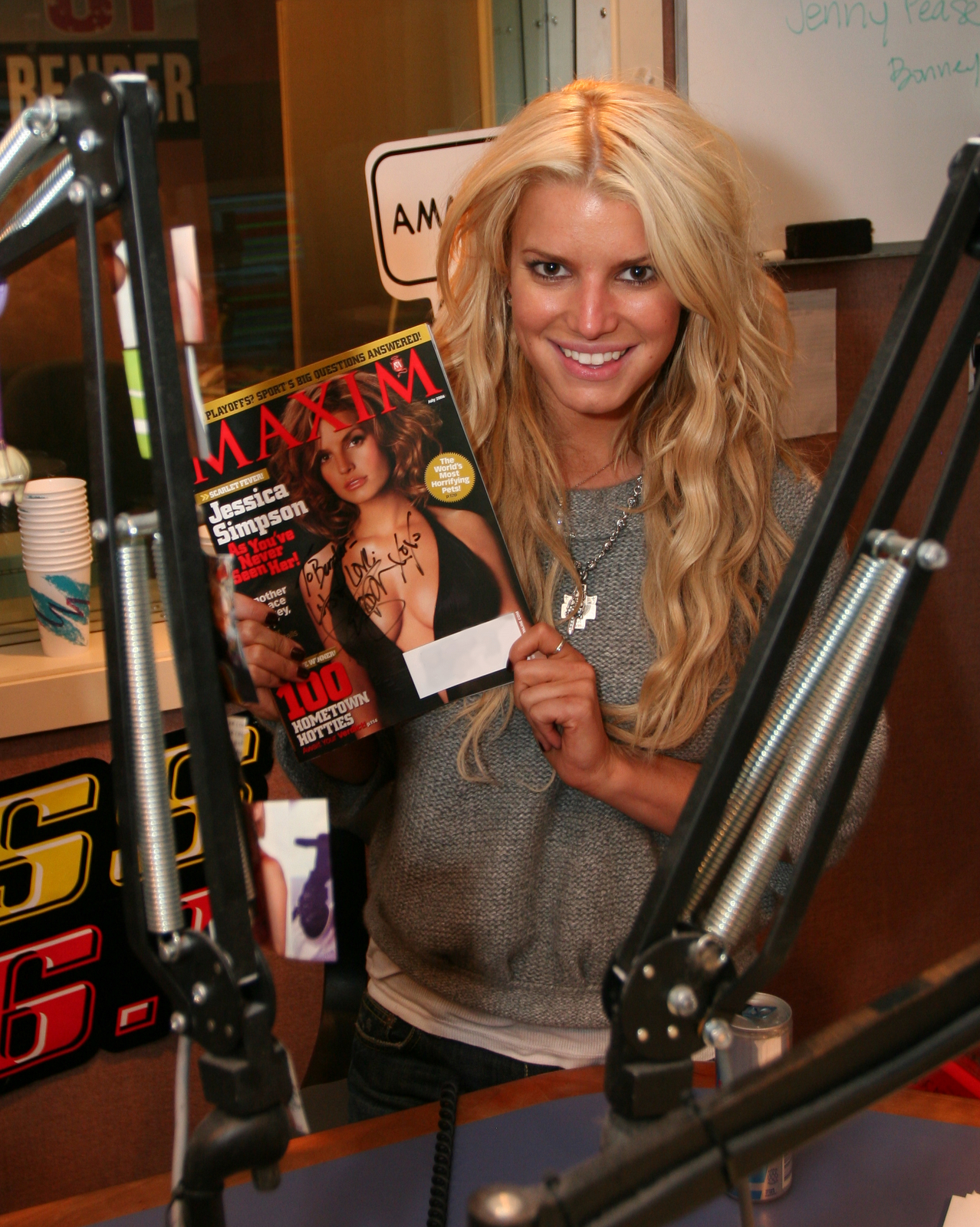
Simpson en agosto de 2006

Luego de haber terminado con el proceso de promoción de la película The Dukes of Hazzard, a finales de 2005, y en medio de dolor de su separación con Nick Lachey, su esposo de ese entonces, desde 2002, Simpson dijo a MTV que comenzaría en el proceso de preparación de su quinto álbum de estudio. Dicho disco sería lanzado por Epic Records, debido a la culminación de contrato con Columbia Records.
A medidos de enero, el álbum comienza a andar en marcha, a diferencia de su disco pasado el cual estaba repleto de baladas pop, este sería más movible y con un poco de música disco similar a los de la década de 1980. Simpson comenzó a grabar "A Public Affair" en Los Ángeles, California, en febrero de 2006, cuando está se encontraba en el proceso de divorcio. Para esta fecha Nick Lachey lanzó "What's Left of Me", canción que hace referencia a su vida de casados.
En junio de ese mismo año los ejecutivos de Epic Records y Jessica deciden lanzar como primer sencillo del álbum "A Public Affair", canción que más tarde le daría el título a dicho disco. El tema fue puesta en marcha en las emisoras de los Estados Unidos el 29 de junio de 2006.

## Composición
"A Public Affair" es una canción animada de dance-pop con influencias de música nu-disco a su vez también se exhiben elementos de pop rock y del pop. Según la partitura publicada en Musicnotes.com por EMI Music Publishing, la canción está escrita en la clave de Re mayor. La canción se encuentra en tiempo común, con 130 pulsaciones por minuto. Las voces de Simpson en el lapso de canción de una nota baja de un 3 a una alta nota de B4. La canción fue coescrita por Simpson, Johntá Austin, Greg Kurstin, Sam Watters, Louis Biancaniello, Lester Mendez, Nickolas Ashford, Valerie Simpson y producida por Lester Mendez. Tiene una duración de tres minutos y veinteuno segundos.
Su melodía incorpora «líneas de bajo disco». About.com describió su ritmo como muy «nu disco». "A Public Affair" en una canción nocturna lo cual se puede observar en su letra: «There go the street lights / The night's officially on / I got the green light /To do whatever I want /I'm gonna stand outside the box /And put the rules on hold» en español: «Ahí vas hacia las luces citadinas /La noche llega oficialmente /Tengo luz verde /Para hacer lo que quiera /Voy a salir de la caja /Y a poner las reglas en espera».

## Recepción de la crítica
Chuck Taylor de la revista Billboard llama a la producción de la canción "salvajemente aventurero" y "pegadizo desesperante", y la canción en sí ", un registro perfecto." Teen People llama la canción de una forma divertida, una canción de baile espumosa que recuerda a principios de Madonna.
"A Public Affair", fue prenominado para los Premio Grammy 2007 en la categoría de Mejor Interpretación Vocal Pop Femenina , pero no fue uno de los candidatos finales, dejando Simpson todavía sin una nominación al Grammy o ganar.

## Desempeño comercial

El 29 de junio de 2006, "A Public Affair" fue puesto al mercado musical, tanto en las estaciones de radio como su venta de manera digital. En Estados Unidos, «A Public Affair» debutó en la posición número treinta y nueve de la lista Billboard Hot 100, su segundo debut más alto luego de «These Boots Are Made for Walkin» en esta lista musical, según la edición de junio de 2006 de Billboard, previamente había debutó en el número veinte en la lista de Bubbling Under Hot 100 Singles, que representa a los veinticinco sencillos que aún no han aparecido en el Hot 100. En julio «A Public Affair» desplazó a Invisible de Ashlee Simpson en el Top ten de iTunes Music Store, la lista más popular de canciones, y era la primera vez en la historia de iTunes en tener a dos hermanas compitiendo con diferentes canciones en la lista de los diez primeros. No obstante, su desempeño radial fue moderado y quedó de manifiesto en los conteos Pop Songs y Top 40 Mainstream, en los que alcanzó los puestos once y dieciséis, respectivamente.

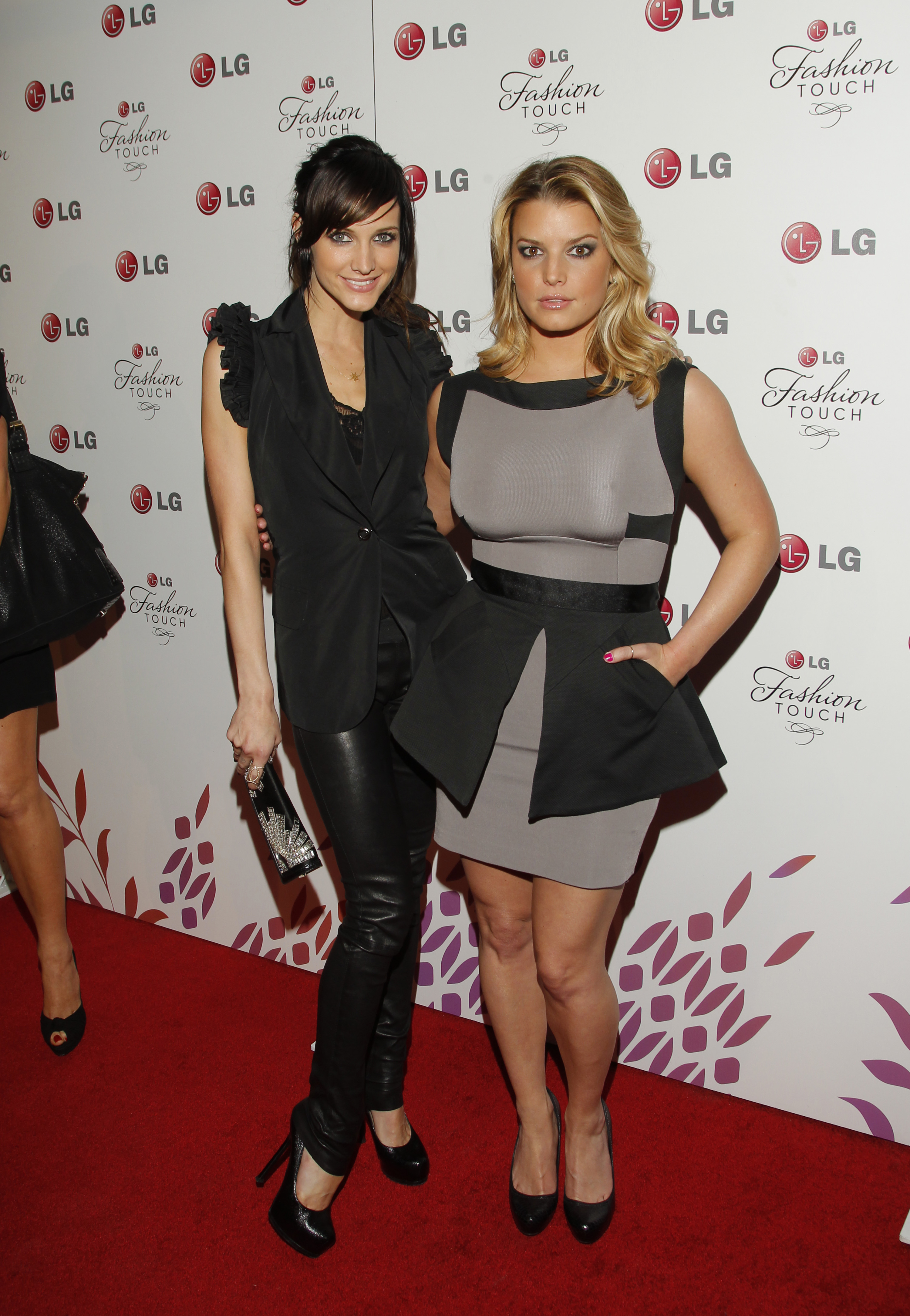
Jessica logro desplazó a su hermana Ashlee Simpson de iTunes con «A Public Affair»

Un éxito mayor registró en el conteo discotequero Dance/Club Play Songs, donde se convirtió en número uno. Con ello fue certificado de oro por la Recording Industry Association of America (RIAA), luego de comercializar más de medio millón de descargas en el país. Según Nielsen SoundScan, «A Public Affair» vendió 710 000 descargas allí, hasta junio de 2012, siendo uno de los sencillos más vendidos de Simpson en Estados Unidos. En Canadá alcanzó la octava posición de la lista Canadian Hot 100, convirtiéndose en el tercer top 10 en esta lista musical, solo logró vender 30 000 copias en este país. En Venezuela el único país de América Latina en donde «A Public Affair» logró debutar, alcanzar la posición N.º 11 de Record Report.
En Europa alcanzó la posición sesenta y tres de la lista European Hot 100. En el 2007, el sencillo fue lanzado en Irlanda y alcanzó el número 9 en la primera semana, se convirtió en el segundo sencillo de Simpson para llegar al top 10 de este país. El sencillo también alcanzó el Top 20 en el Reino Unido en febrero de 2007, en el N.º 20, y también alcanzó el Top 10 del Reino Unido en la Tabla de Física, en el N.º 6.
En Oceanía «A Public Affair» tuvo un éxito instantáneo, mas poco duradero. De manera particular, en Australia debutó en la posición N.º 17 del principal ranking de canciones y sencillos de ARIA Charts. Con ello, éste se convirtió en el sexto éxito Top 20 de Jessica Simpson en el país.

## Video musical

### Rodaje
El video musical de «A Public Affair» fue rodado entre los días 23 y 24 de junio de 2006, en una pistas de patinaje, en Los Ángeles, California. Fue dirigido por el director Brett Ratner, quien anteriormente había dirigido un único vídeo de Simpson, «These Boots Are Made for Walkin» (2005), según MTV, ese es uno de los vídeos más caros de Jessica.

### Trama

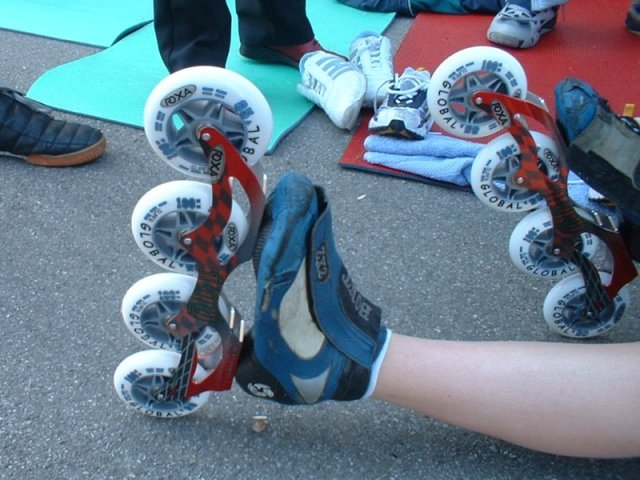
El video musical de "A Public Affair" se desarrolla en una pista de patinaje.

El video comienza con Simpson, Christina Applegate, Christina Milian, Eva Longoria Parker en una limusina, donde hace referencia a varios temas, uno de ellos la adopción de niños de África, luego Ryan Seacrest quien es el conductor de dicho vehículo interrumpe, ellas se molesta y le ordenan cerrar la ventanilla. Luego ella hacen entrada a un club de pista de patinaje, en medio de muchos paparazzi.
Durante el segundo estribillo, Jessica y la chicas, va en busca de los patines, el encargado de entregarlos, es el actor cómico Andy Dick, el cual tiene alusiones lésbicas, entre Simpson y Millan.  A ello le sigue una secuencia de patinaje, al mismo tiempo Jessica, alusiona robarle el amor de un chico a su novia. El vídeo culmina con un baile de manos arriba.

### Estreno y recepción

Desde 2009 «A Public Affair» ha recibido más de 6 millones visitas en Youtube

El 19 de julio de 2006, Jessica visitó TRL de MTV para el World premiere del video. Al día siguiente entró a la cuenta regresiva de TRL en el número 6, el debut más alto de Jessica, en su tercer día en la cuenta regresiva, llegó al número 2. El video permaneció un total de 28 días en la cuenta regersiva de TRL. Su más exitoso video en TRL hasta la fecha. El video llegó al número 8 en MuchMusic de Canadá y en el chart Reino Unido iTunes Top Pop Videos en el número 2. El video en Alta definición esta en el canal oficial de Simpson en Youtube, jessicasimpsonVEVO.

## Formatos
- Australia CD single

1. «A Public Affair» [Radio Edit]
2. «A Public Affair» [Extended Version]
3. «A Public Affair» [Karaoke Version]

- EE.UU MAXI Single

1. «A Public Affair» [Radio Edit]
2. «A Public Affair» [Extended Version]
3. «A Public Affair» [Versión instrumental]
4. «A Public Affair» [Remix]

- Reino Unido/Alemania CD single

1. «A Public Affair»
2. «A Public Affair» [ [Alex Greggs] Remix]

## Fechas de Lanzamiento
| Región         | Dato                  |
| -------------- | --------------------- |
| Australia      | 26 de junio de 2006   |
| Estados Unidos | 29 de junio de 2006   |
| Canadá         | 26 de junio de 2006   |
| Japón          | 26 de julio de 2006   |
| Reino Unido    | 15 de febrero de 2007 |
| Alemania       | 16 de febrero de 2007 |

## Posicionamiento
| Listas (2006-2007)                                   | Mejor posición |
| ---------------------------------------------------- | -------------- |
| Australia (ARIA)                                     | 17             |
| Alemania (Media Control AG)                          | 72             |
| Argentina (Top 20)                                   | 65             |
| Canadá (Canadian Singles Chart)                      | 8              |
| Chile (Chile Top 100)                                | 17             |
| Europa (European Hot 100 Singles)                    | 63             |
| Global Dance Songs                                   | 36             |
| Estados Unidos (Pop Songs)                           | 11             |
| Estados Unidos (Top 40 Tracks)                       | 16             |
| Estados Unidos (Digital Songs)                       | 6              |
| Estados Unidos (Billboard Hot Dance Music/Club Play) | 1              |
| Estados Unidos (Billboard Hot 100)                   | 14             |
| Estados Unidos (ARC Weekly Top 40)                   | 12             |
| Filipinas (Philippines Top Hits)                     | 9              |
| Hungría (Mahaz)                                      | 32             |
| Irlanda (IRMA)                                       | 9              |
| Suecia (Sweden Top 60)                               | 36             |
| Reino Unido (UK Singles Chart)                       | 20             |
| Rumania (Romanian Singles Chart)                     | 68             |
| Venezuela Top Anglo (Record Report)                  | 11             |

| Predecesor: "Buttons" de The Pussycat Dolls | Billboard Hot Dance Club Songs 7 de octubre de 2006 | Sucesor: Deja Vu de Beyonce Featuring Jay-Z |

### Certificado
| País           | Certificado | Venta   |
| -------------- | ----------- | ------- |
| Estados Unidos | Oro         | 500 000 |